# Steve Pascolo
Steve Pascolo é um investigador francês e um dos três co-fundadores do CureVac, do qual foi Director Científico de 2000 (data de criação) até 2006.
Dedicou uma parte significativa da sua vida profissional ao desenvolvimento da tecnologia de vacina contra o mRNA (RNA de mensageiro), particularmente contra o cancro.
Trabalha agora como imunologista e investigador no Hospital Universitário de Zurique e dirige a plataforma mRNA da URPP para a investigação do cancro.
É também o CEO da empresa suíça Miescher Pharma GmbH em Zurique.

## Vida e educação precoces
Steve Pascolo nasceu a 31 de Dezembro de 1970 em Pont-Sainte-Maxence, França. O seu pai era um trabalhador.
Recebeu o seu mestrado em biologia pela École normale supérieure (Paris).

## Carreira
Fez então a sua tese1 (doutoramento) supervisionada pelo Prof. François Lemonnier no Instituto Pasteur (1998) que levou à invenção do modelo do rato, ratos HHD (ratos humanizados).
Partiu para se juntar ao Prof. Hans-Georg Rammensee para o seu pós-doutoramento na Universidade de Tübingen. O Professor Rammensee estava a realizar pesquisas sobre várias terapias anti-cancerígenas.
O Prof. Eli Gilboa em meados dos anos 90 tinha mostrado que o mRNA produzido in vitro e transferido in vitro para células imunitárias (células dendríticas que desencadeiam respostas imunitárias) podia ser utilizado como vacina. Este método, embora difícil e caro (precisando de cultivar células sanguíneas durante uma semana, derivar células dendríticas, transferi-las com mRNA e depois reinjetá-las no organismo), foi muito popular no final dos anos 90 e em todo o lado estavam a ser criadas estruturas para o implementar.
Hans-Georg Rammensee, ouvindo sobre os resultados de Gilboa numa reunião em Israel em Fevereiro de 1996, pensou em utilizar injecções directas de mRNA e deu o tema da sua tese a um novo estudante: Ingmar Hoerr. Ele testou e descobriu que o mRNA nu ou particulado funcionava como uma vacina em ratos.
De facto, estas actividades iniciais já tinham sido conduzidas pelo francês Frédéric Martinon em 1993. Frédéric Martinon e os seus colegas tinham demonstrado que um lipossoma contendo um mRNA que codifica a nucleoproteína (NP) do vírus da gripe induzia uma resposta imunitária em ratos.
Como resultado das actividades de Ingmar Hoerr confirmando que era possível produzir uma resposta vacinal com RNAs mensageiros, deixou o laboratório da Universidade de Tübingen para fazer um MBA na Áustria na Universidade do Danúbio Krems (1999-2000).
Steve Pascolo testou a técnica desenvolvida pela Ingmar e a partir de 1998 desenvolveu vacinas baseadas na injecção directa in vitro de RNA de mensageiro (ivt mRNA para transcrito in vitro). Ele aprecia a sua segurança: uma vez injectados, os mRNAs ou penetram nas células permitindo a expressão da proteína desejada ou são degradados muito rapidamente pelo organismo.
Ingmar Hoerr teve então a ideia de criar a empresa Curevac, da qual seria o CEO, e rodeou-se de Steve Pascolo como CSO, que conduziu a investigação científica, e Florian Van der Mulbe como COO. O Professor Günther Jung é o director científico.
Hans-Georg Rammensee depressa se tornou membro da equipa fundadora da Curevac.
Steve Pascolo desenvolveu o primeiro centro farmacêutico do mundo para a produção de ARN de mensageiros in vitro e dirigiu as suas operações científicas.
Em Curevac, removeu as barreiras técnicas à utilização de ARN de mensageiro em vacinas, uma vez que as experiências iniciais foram bem sucedidas, mas as respostas imunitárias produzidas foram insuficientes.
Em 2003, registou uma patente da vacina contra o mRNA juntamente com o Instituto Pasteur em Paris e comparou a eficácia relativa das vacinas contra o mRNA com as vacinas de ADN.
As vacinas do mRNA ainda precisam de ser optimizadas porque as respostas imunitárias são inferiores às obtidas com as vacinas de ADN.
Depois, em 2003, Steve Pascolo desenvolveu o primeiro estudo clínico humano do mundo. Convencido da segurança desta terapia, tornou-se o primeiro humano a ser injectado pelo médico Benjamin Weide com RNA mensageiro expressando luciferina (uma proteína normalmente produzida por uma mosca: a mosca de fogo).
Em 2006, Steve Pascolo deixou Curevac para se juntar à Universidade de Zurique, onde optimizou os protocolos de quimioterapia oncológica e continuou o seu trabalho nas vacinas de RNA de mensageiro.
Em 2008, os seus estudos clínicos humanos mostraram a segurança de uma vacina contra o mRNA intradérmico no cancro renal. Em 2009, ele e Weide et al. testaram o mesmo tipo de vacina, desta vez contra o melanoma, mas não conseguiram provar a sua eficácia. Trabalhou também no reposicionamento de moléculas antigas para avaliar a sua eficácia, nomeadamente a cloroquina.
Os seus conselhos de peritos foram posteriormente retomados por vários investigadores que trabalham em ARN in vitro (seja para aplicações de vacinas ou não-vacinas).
Em 2020, com a pandemia ligada à Covid, as vacinas de ARN dos mensageiros receberam um interesse renovado e estiveram sob os holofotes por uma das suas características: a rapidez de preparação. Steve Pascolo foi convidado a aparecer em vários programas de televisão e em vários jornais em França, Suíça e Alemanha para responder à desconfiança desta tecnologia, que alguns dizem ser "demasiado rápida para ser bem sucedida" e, no entanto, é o resultado de mais de 20 anos de investigação.
Em 2021, publicou o Synthetic Messenger RNA-Based Vaccines: from Scorn to Hype.

## Capítulos de livros
- “Biolistic DNA Delivery: Methods and Protocols” of the book series "Methods in Molecular Biology". 2013. Chapter "Enhancement of gene gun-induced vaccine-specific cytotoxic T cell response by administration of chemotherapeutic drugs"[21]

- Handbook of Experimental Pharmacology 183 by Stefan Bauer and Gunther Hartmann. Springer. 2008. Chapter “Vaccination with messenger RNA (mRNA)”[22]

- Handbook of Genomic Medicine by Geoffrey Ginsburg. 2008. Chapter “Cancer vaccines: Some basic considerations” by Hans-Georg Rammensee, Harpreet Singh, Niels Emmerich, and Steve Pascolo.[23]

- Handbook of Pharmaceutical Biotechnology (ed. S.C. Gad), John Wiley & Sons, Inc., Hoboken; NJ, USA. 2007. Chapter “Plasmid DNA and Messenger RNA for Therapy”.[24]

- Drug Discovery Handbook by Shayne Cox Gad. Wiley&Sons. 2005. Chapter “RNA-based therapies”[25]

## Publicações seleccionadas
- Steve Pascolo. "Time to use a dose of Chloroquine as an adjuvant to anti-cancer chemotherapies". European Journal of Pharmacology.[26]

- Steve Pascolo. "The messenger's great message for vaccination". Journal of Expert review of vaccination.[27]

- Steve Pascolo. "Enhancement of Gene Gun-Induced Vaccine-Specific Cytotoxic T-Cell Response by Administration of Chemotherapeutic Drugs,  Journal of Biolistic DNA Delivery.[21]

- S Pascolo. "Commenting on communicator RNA". Gene therapy.[28]

- Steve Pascolo. "Vaccination with Messenger RNA (mRNA)". Toll-like receptors (TLRs) and Innate Immunity.[22]

- Steve Pascolo. "HLA class I transgenic mice: development, utilization, and improvement". Journal of Expert Opinion on Biological therapy.[29]

- Steve Pascolo,  Florent Ginhoux,  Nihay Laham,  Steffen Walter,  Oliver Schoor, Jochen Probst,  Pierre Rohrlich,  Florian Obermayr,  Paul Fisch,  Olivier Danos, Rachel Ehrlich,  Francois A. Lemonnier,  Hans-Georg Rammensee. "The non-classical HLA class I molecule HFE does not influence the NK-like activity contained in fresh human PBMCs and does not interact with NK cells". International Immunology.[30]

- Steve Pascolo. "Messenger RNA-based vaccines". Journal of Expert Opinion on Biological therapy.[31]